# Walter Reuther
Walter Reuther (ur. 1 września 1907 w Wheeling, zm. 9 maja 1970 w Pellston) – amerykański działacz związków zawodowych.

## Biogram
Twórca United Auto Workers (UAW) – głównej siły związkowej w przemyśle samochodowym, oraz w Partii Demokratycznej. Był także założycielem Kongresu Organizacji Przemysłowych (CIO) w drugiej połowie XX wieku. Na początku lat trzydziestych był socjalistą, natomiast w drugiej połowie tej dekady współpracował z członkami Komunistycznej Partii Stanów Zjednoczonych (CPUSA) działającymi w przemyśle samochodowym. W latach czterdziestych popierał usuwanie komunistów ze struktur w UAW i CIO. Po 1949 stał się zwolennikiem liberalizmu i koalicji New Deal, działał na rzecz wzmocnienia związków zawodowych, wzrostu płac, i zwiększenia roli przywódców związkowych w polityce Partii Demokratycznej. W latach 60. był jednym z głównych przywódców ruchu praw obywatelskich.
Został umiesczony na liście Time 100: Najważniejsi ludzie stulecia.